# Lulle Johansson
Karin Ingeborg (Lulle) Johansson, född 25 september 1903 i Domkyrkoförsamlingen i Göteborg, död 8 oktober 1991 i Torslanda församling, var en svensk journalist, målare, tecknare och grafiker.
Hon var dotter till fabrikören Carl Hedberg och Eva Andersson samt från 1931 gift med läkaren Ivar L. Johansson (1897–1945). Hon utbildade sig först till gymnastikdirektör och var verksam i detta yrke under några år innan hon 1934 följde några vänners råd om att bli konstnär.
Hon studerade konst för Sigfrid Ullman på Valands målarskola 1934–1937. Efter ett kortare avbrott från konsten reste hon 1939 till Paris där hon studerade för Othon Friesz innan hon tvingades återvända till Sverige på grund av andra världskriget. Hon fortsatte sina konststudier för Isaac Grünewald 1942 men enligt henne själv var studieresan till Portugal där hon bedrev självstudier det som fick den största betydelsen för hennes konst.
Hon medverkade under flera år i Göteborgs Handels- och Sjöfartstidning med teckningar och berättelser från det lilla skärgårdssamhället Hjuvik utanför Göteborg. Separat ställde hon ut på bland annat God konst i Göteborg och hon medverkade i flera samlingsutställningar. Hon var medlem i Göteborgs konstnärsklubb. Hennes konst bestod till en början av ett naturalistiskt måleri men bekantskapen med Tora Vega Holmström ledde till att hon övergick till ett mer abstrakt måleri.